# Öko-Qualitätsverordnung
Die Öko-Qualitätsverordnung regelte vom 1. Mai 2001 bis zum 1. Januar 2014 die Ergänzung von finanziellen Beiträgen für zusätzliche ökologische Leistungen in der Schweizerischen Landwirtschaft. Die Bewirtschafter erhielten Zusatzbeiträge für Nutzungsflächen mit besonderer biologischer Qualität sowie Flächen, welche der Vernetzung von Lebensräumen dienten.
Für folgende Nutzungstypen konnten Qualitätsbeiträge ausbezahlt werden:
Extensive und wenig intensiv genutzte Wiesen, Streueflächen, Hochstamm-Feldobstbäume, Hecken, Feld- und Ufergehölze
Die Bewirtschafter erhielten bei Erreichen der Qualitätskriterien 500 CHF pro ha extensive Wiese; Streuwiesen; Hecken, Feld- und Ufergehölze mit Krautsaum sowie wenig intensiv genutzte Wiesen. Für jeden Hochstammobstbaum wurden 20 CHF zusätzlich zu den Direktzahlungsbeiträgen (15 CHF) und Vernetzungsbeiträgen (5 CHF) ausbezahlt.
Für alle an den ökologischen Ausgleich anrechenbaren ökologischen Ausgleichsflächen konnten Zusatzbeiträge ausbezahlt werden, sofern deren ökologische Vernetzungsfunktion im Rahmen einer genehmigten Vernetzungsplanung als beitragsberechtigt taxiert wurde. In der Regel erhielten die Bewirtschafter für diese Vernetzungsflächen 500 CHF pro ha (Streuefläche, extensive Wiesen, wenig intensiv genutzte Wiesen, Hecken, Feld- und Ufergehölze, Buntbrachen, Rotationsbrachen, extensive Weide und weiteren, von kantonalen Fachstellen zu definierenden Ausgleichsflächen). Pro standortgerechtem Einzelbaum und Hochstammobstbaum wurden 5 CHF ausbezahlt.
Beitragsberechtigt waren nur Bewirtschafter, die Anspruch auf Direktzahlungen hatten.